# Pikku Haukijärvi (Gällivare socken, Lappland, 744536-171795)
Pikku Haukijärvi är en sjö i Gällivare kommun i Lappland och ingår i Kalixälvens huvudavrinningsområde.